# Paragymnopteris marantae
Paragymnopteris marantae är en kantbräkenväxtart. Paragymnopteris marantae ingår i släktet Paragymnopteris och familjen Pteridaceae.

## Underarter
Arten delas in i följande underarter:
- P. m. marantae
- P. m. subcordata